# 昆小铁路

昆明地图（1942年），可见从云南府站出岔的滇越铁路和北侧的昆小铁路

昆小铁路是中国云南省昆明市区内从昆明北站到小石坝站的米轨铁路。业主为昆明铁路局。长13.364km。从2010年1月起，昆小线只剩昆明北站至杨方凹站段，2016年，又拆除杨方凹-黑土凹区段路轨，昆小铁路在黑土凹站和昆河铁路接轨。服务于沿线的市区内工厂企业。

## 路线
沿途设昆明北站、黑土凹站、凉亭站、杨方凹站、小石坝站。小石坝是昆明机车厂所在地，现在是昆明机务段内燃检修车间。
穿金路道口东面是米轨环城线与昆小线分岔点，已于2009年1月拆除。米轨环城线是抗战时期建的昆明总站（今昆明北站）与云南府站（1979年以前的昆明南站，现昆明铁路局办公大楼）之间的联络线。

## 历史
最初是1938-1942年修建的叙昆铁路的最西段。
杨方凹站到小石坝的米轨线路，于2010年1月被拆除。
黑土凹站到杨方凹的米轨线路，于2016年拆除